# Зарчашма
Зарчашма (Богак; тадж. Зарчашма; до 2008 года — Кукабулок) — село в районе Рудаки Республики Таджикистан. Входит в состав джамоата (сельской общины) Эсанбой района Рудаки.
Находится на расстоянии 20 км от райцентра (пгт. Сомониён) и 40 км от центра общины (село Эсанбой).
Население — 97 чел. (2017).